# Kurdistan TV
Kurdistan TV (kurdisch کوردستان تیڤی Kurdistan TV) ist ein kurdischer Fernsehsender mit Sitz in der Autonomen Region Kurdistan im Irak.
Die erste Ausstrahlung begann 1999 und Kurdistan TV war somit der erste kurdische Sender im Nordirak. Der Sender gehört der Demokratischen Partei Kurdistans von Masud Barzani. Der türkische Journalist İlnur Çevik von Turkish Daily News soll bei der Gründung geholfen haben, mit Einverständnis der türkischen Regierung, die die PKK-Propaganda von Medya-TV durchbrechen wollte.
Nach eigenen Angaben hat der Sender Büros in den meisten Städten der Autonomen Region Kurdistan sowie Korrespondentenbüros in Iran, der Türkei und einigen europäischen Ländern. Generaldirektor von Kurdistan TV ist Ninous Dawowd. Faris Omar Saadallah ist Europadirektor von Kurdistan TV und Geschäftsführer der Kurdistan Satellit GmbH in Bochum. Insgesamt hat der Sender nach eigenen Angaben über 500 Vollzeitangestellte.
Die Programmbeiträge werden hauptsächlich in kurdisch gehalten, in einigen Sendungen wird aber auch arabisch und türkisch gesprochen. Kurdistan TV kann über Eutelsat in Europa, Westasien und Nordafrika und über Telstar in Nordamerika empfangen werden.
Der Sender hat auch einen Webauftritt, dort werden Nachrichten und Kommentare auf kurdisch, englisch und arabisch gezeigt.

## Weblink
- Offizielle Website von Kurdistan TV